# Per Nielsen
Per Lundgren Nielsen est un footballeur danois né le 15 octobre 1973 à Århus devenu entraîneur. 

## Biographie

### En club
Cet ancien défenseur central est l'un des joueurs les plus importants de l'histoire du Brøndby IF, club dont il a été le capitaine durant six ans (de 2002 à 2008).

### En sélection
- 10 sélections et 0 but avec le  Danemark

## Carrière
- 1994-2008 : Brøndby IF  Danemark (547 matchs dont 394 en championnat, 26 buts dont 23 en championnat)